# Бредза
Бредза (груз. ბრეძა) — село в Грузии, на территории Карельского муниципалитета края (мхаре) Шида-Картли.

## География
Село находится в центральной части Грузии, на левом берегу реки Западная Проне, на расстоянии приблизительно 15 километров (по прямой) к северо-западу от города Карели, административного центра муниципалитета. Абсолютная высота — 715 метров над уровнем моря.

## Население
По результатам официальной переписи населения 2014 года в Бредзе проживало 496 человек (253 мужчин и 243 женщины). В национальной структуре населения грузины составляли 99,2 %, армяне — 0,4 %, русские — 0,4 %.
| Год  | Население, человек |
| ---- | ------------------ |
| 2002 | 760                |
| 2014 | ↘ 496              |